# Eason and Son
Eason & Son (connu plus fréquent comme Eason's) est un groupe commercial fondé en 1886 qui s'engage en vente de gros, distribution et vente au détail des journaux, magazines, livres, papeterie et cartes en Irlande.
Il a son siège social pour l'Irlande à Dublin et celui pour l'Irlande du Nord à Belfast. Il emploie 1,800 de personnel. En 2003, il avait €9.7m de profit et €372 de rotation. Le PDG est Basil McAllister, le président est Michael Ryder.